# محمد عجاج
محمد عبد العزيز عجاج (16 فبراير 1990) لاعب كرة قدم بحريني يلعب حاليا لصالح نادي الدرجة الأولى البسيتين البحريني في مركز المهاجم من 2008.

## الإنجازات
- الدرجة الأولى (1): 2013